# Xestophanes potentillae
Xestophanes potentillae är en stekelart som först beskrevs av Retzius in De Geer 1783.  Xestophanes potentillae ingår i släktet Xestophanes och familjen gallsteklar. Enligt den finländska rödlistan är arten otillräckligt studerad i Finland. Arten är reproducerande i Sverige. Artens livsmiljö är torra gräsmarker. Inga underarter finns listade i Catalogue of Life.